# Андреа дел Кастањо
Андреа дел Кастањо (итал. Andrea del Castagno — Andrea di Bartolo di Simone; Кастању де Андреа, близу Фиренце, око 1419 — Фиренца, 19. август 1457) био је један од најутицајнијих сликара италијанске ренесансе XV вијека, најпознатији по емотивном и натуралистичком третману људских фигура. Мало тога је познато о његовом раном животу и етапама умјетничког развоја будући да је већи дио његових слика изгубљен а записи о њему разбацани на више различитих мјеста.
Његова прва значајнија дјела су Посљедња вечера и три сцене за Страдање Христа – Распеће, Сахрана и Васкрсење – које је насликао 1447. године за манастир Сан Аполонија у Фиренци, данас познат као Сенаколо ди Сант Аполонија. Фреске су монументалне величине и у њима се запажа утицај Мазачовог пикторалног илузионизма али са Кастањовим властитим дизајном научне перспективе. Био је обузет геометријском строгошћу, тражио је рељефност до варки али и покрет такође.